# Stanley H.
Stanley H. is een vierdelige Nederlandse televisieserie uit 2019, gebaseerd op het waargebeurde levensverhaal van de Nederlandse crimineel Stanley Hillis. Het verhaal werkt met flashbacks naar allerlei belangrijke gebeurtenissen, waarbij de kijker afwisselend wordt meegenomen in het heden of verleden.

## Rolverdeling
| Personage                                     | Acteur/actrice         |
| --------------------------------------------- | ---------------------- |
| Stanley Hillis                                | Jeroen Spitzenberger   |
| Jasper Maas (Mink Kok)                        | Sieger Sloot           |
| Dick Beumer (Jan Femer)                       | Vincent Linthorst      |
| Grote Gijs de Vries ('Rooie Ron' de Jong)     | Victor Brands          |
| Paultje van der Meijden (Jaap van der Heiden) | Albert Secuur          |
| Ewald Polmans                                 | Jochum ten Haaf        |
| Lennie Breeveld                               | Kendrick Etmon         |
| Rechercheur Kees van Amstel                   | Arend Brandligt        |
| Rechercheur Arnold Kortekaas                  | Steef Cuijpers         |
| Rechercheur Jeroen Laan                       | Vincent Lodder         |
| Hoofdcommissaris Driessen                     | Howard van Dodemont    |
| Douanechef Wim van Dijk                       | Marcel Faber           |
| Officier van Justitie Van der Heiden          | Han Kerckoffs          |
| Marlene (Advocaat Jas)                        | Karin van As           |
| Rechter                                       | Marline Williams       |
| Sophia                                        | Sofie Hoflack          |
| Carolien (30 jaar)                            | Margo Verhoeven        |
| Annemoon                                      | Juliette van Ardenne   |
| Bianca                                        | Olivia Lonsdale        |
| Haagse Hans                                   | Martijn van der Veen   |
| Arne Bijlstra                                 | Ron van Lente          |
| Theo Hekman                                   | Tomer Pawlicki         |
| Marcel Schulte                                | Vincent van der Velde  |
| Henk                                          | Titus Muizelaar        |
| Koos Hoedemans                                | Peter van Heeringen    |
| Manager Bank van Luxemburg                    | Kris Swinnen           |
| Journalist                                    | Inge Sonderen          |
| Buckovski                                     | Roland Haufe           |
| Spaanse ober restaurant                       | Antonio Esquinas       |
| Spaanse verkoopster                           | Maravillas Soria Criad |
| Politieagent in Frankrijk                     | Julio Bejar            |
| Bodyguard Harry van der Linden                | Roy van Kleef          |
| Govert Kroon (Evert Hingst)                   | Egbert-Jan Weeber      |
| Bobby da Costa                                | Poal Cairo             |
| Paco Hernandez                                | Ayrton Kirchner        |
| Rechercheur in aanhangwagen                   | Allard Geerlings       |
| Akersloot                                     | Lykele Muus            |

## Afleveringen
| Aflevering | Uitzenddatum    |
| ---------- | --------------- |
| 1          | 13 oktober 2019 |
| 2          | 20 oktober 2019 |
| 3          | 27 oktober 2019 |
| 4          | 3 november 2019 |